# Algarve Cup 2007
L'Algarve Cup 2007 è stata la quattordicesima edizione dell'Algarve Cup, un torneo a inviti di calcio femminile tenuto in Portogallo con cadenza annuale. Ebbe luogo dal 7 al 14 marzo 2007.

## Formato
Le 12 squadre invitate sono divise in tre gruppi che si sfidano in un girone all'italiana.
Il regolamento è lo stesso dall'espansione a 12 squadre, avvenuta nel 2002: le squadre del Gruppo A e del Gruppo B, ovvero quelle con il ranking più elevato, sono le sole a contendersi il titolo. I vincitori di questi due gruppi si sfidano in finale per contendersi l'Algarve Cup. Le seconde classificate dei gruppi A e B si sfidano per il terzo posto e le due terze classificate per il quinto posto. Le squadre del Gruppo C giocano per le posizioni 7-12. La prima classificata del Gruppo C sfida la migliore tra le quarte classificate dei Gruppi A e B in un incontro per il settimo posto. La seconda classificata del Gruppo C, invece, sfida la peggiore fra le quarte classificate dei primi due gruppi, per il nono posto. Le altre due squadre del Gruppo C si sfidano per l'undicesimo posto.
Sono assegnati tre punti per la vittoria, uno per il pareggio e zero per la sconfitta. In caso di parità di punti, sono considerati gli scontri diretti, la differenza reti e i gol fatti.

## Squadre
Le squadre dei Gruppi A e B del 2006 furono confermate, nel gruppo C furono invitate Italia e Islanda per rimpiazzare Messico e Galles.
- Danimarca
- Francia
- Germania
- Norvegia

- Cina
- Finlandia
- Stati Uniti
- Svezia

- Irlanda
- Islanda
- Italia
- Portogallo

## Fase a gironi
Tutti gli orari sono in ora locale (UTC+0)

### Gruppo A
| Squadra   | P.ti | G | V | P | S | GF | GS | DR |
| --------- | ---- | - | - | - | - | -- | -- | -- |
| Danimarca | 6    | 3 | 2 | 0 | 1 | 5  | 3  | +2 |
| Francia   | 6    | 3 | 2 | 0 | 1 | 2  | 4  | -2 |
| Norvegia  | 3    | 3 | 1 | 0 | 2 | 2  | 3  | -1 |
| Germania  | 3    | 3 | 1 | 0 | 2 | 4  | 3  | +1 |

| Silves 7 marzo 2007                                                                       | Francia   | 0 – 4                                                   | Danimarca | Estádio Municipal |
| \| \| \| \| \| \| Marcatori \| 30’ Paaske-Sørensen 68’ Pape 73’ Rasmussen 89’ Pedersen \| |           |                                                         |           |                   |
|                                                                                           |           |                                                         |           |                   |
|                                                                                           | Marcatori | 30’ Paaske-Sørensen 68’ Pape 73’ Rasmussen 89’ Pedersen |           |                   |

| Faro 7 marzo 2007                                                   | Germania  | 1 – 2                  | Norvegia | Estádio Algarve |
| \| \| \| \| \| Lingor 18’ \| Marcatori \| 15’ Stensland 69’ Wiik \| |           |                        |          |                 |
|                                                                     |           |                        |          |                 |
| Lingor 18’                                                          | Marcatori | 15’ Stensland 69’ Wiik |          |                 |

| Faro 9 marzo 2007                               | Francia   | 1 – 0 | Germania | Estádio Algarve |
| \| \| \| \| \| Bussaglia 33’ \| Marcatori \| \| |           |       |          |                 |
|                                                 |           |       |          |                 |
| Bussaglia 33’                                   | Marcatori |       |          |                 |

| Ferreiras 9 marzo 2007                       | Norvegia  | 0 – 1      | Danimarca | Estádio da Nora |
| \| \| \| \| \| \| Marcatori \| 89’ Larsen \| |           |            |           |                 |
|                                              |           |            |           |                 |
|                                              | Marcatori | 89’ Larsen |           |                 |

| Lagos 12 marzo 2007                         | Francia   | 1 – 0 | Norvegia | Estádio Municipal |
| \| \| \| \| \| Abily 67’ \| Marcatori \| \| |           |       |          |                   |
|                                             |           |       |          |                   |
| Abily 67’                                   | Marcatori |       |          |                   |

| Vila Real de Santo António 12 marzo 2007                        | Germania  | 3 – 0 | Danimarca | Estádio Municipal |
| \| \| \| \| \| Mittag 16’, 44’ Behringer 48’ \| Marcatori \| \| |           |       |           |                   |
|                                                                 |           |       |           |                   |
| Mittag 16’, 44’ Behringer 48’                                   | Marcatori |       |           |                   |

### Gruppo B
| Squadra     | P.ti | G | V | P | S | GF | GS | DR |
| ----------- | ---- | - | - | - | - | -- | -- | -- |
| Stati Uniti | 9    | 3 | 3 | 0 | 0 | 6  | 3  | +3 |
| Svezia      | 6    | 3 | 2 | 0 | 1 | 6  | 3  | +3 |
| Finlandia   | 3    | 3 | 1 | 0 | 2 | 2  | 4  | -2 |
| Cina        | 0    | 3 | 0 | 0 | 3 | 1  | 5  | -4 |

| Faro 7 marzo 2007                                                       | Svezia    | 3 – 0 | Finlandia | Estádio Algarve |
| \| \| \| \| \| Sjögran 22’ Svensson 34’ Nordin 90+1’ \| Marcatori \| \| |           |       |           |                 |
|                                                                         |           |       |           |                 |
| Sjögran 22’ Svensson 34’ Nordin 90+1’                                   | Marcatori |       |           |                 |

| Faro 7 marzo 2007                                                     | Stati Uniti | 2 – 1 referto | Cina | Estádio Algarve |
| \| \| \| \| \| Lilly 19’ (rig.) Lloyd 38’ \| Marcatori \| 21’ Duan \| |             |               |      |                 |
|                                                                       |             |               |      |                 |
| Lilly 19’ (rig.) Lloyd 38’                                            | Marcatori   | 21’ Duan      |      |                 |

| Faro 9 marzo 2007                            | Svezia    | 1 – 0 | Cina | Estádio Algarve |
| \| \| \| \| \| Rohlin 90’ \| Marcatori \| \| |           |       |      |                 |
|                                              |           |       |      |                 |
| Rohlin 90’                                   | Marcatori |       |      |                 |

| Vila Real de Santo António 9 marzo 2007     | Stati Uniti | 1 – 0 referto | Finlandia | Estádio Municipal |
| \| \| \| \| \| Lloyd 46’ \| Marcatori \| \| |             |               |           |                   |
|                                             |             |               |           |                   |
| Lloyd 46’                                   | Marcatori   |               |           |                   |

| Vila Real de Santo António 12 marzo 2007                                                    | Svezia    | 2 – 3 referto              | Stati Uniti | Estádio Municipal |
| \| \| \| \| \| Öqvist 71’ Svensson 83’ (rig.) \| Marcatori \| 39’, 72’ Wambach 44’ Lloyd \| |           |                            |             |                   |
|                                                                                             |           |                            |             |                   |
| Öqvist 71’ Svensson 83’ (rig.)                                                              | Marcatori | 39’, 72’ Wambach 44’ Lloyd |             |                   |

| Portimão 12 marzo 2007                                            | Cina      | 0 – 2                           | Finlandia | Estádio do Portimonense |
| \| \| \| \| \| \| Marcatori \| 23’ (rig.) Rantanen 31’ Talonen \| |           |                                 |           |                         |
|                                                                   |           |                                 |           |                         |
|                                                                   | Marcatori | 23’ (rig.) Rantanen 31’ Talonen |           |                         |

### Gruppo C
| Squadra    | P.ti | G | V | P | S | GF | GS | DR |
| ---------- | ---- | - | - | - | - | -- | -- | -- |
| Italia     | 9    | 3 | 3 | 0 | 0 | 7  | 2  | +5 |
| Islanda    | 4    | 3 | 1 | 1 | 1 | 7  | 4  | +3 |
| Irlanda    | 2    | 3 | 0 | 2 | 1 | 3  | 6  | -3 |
| Portogallo | 1    | 3 | 0 | 1 | 2 | 2  | 7  | -5 |

| Lagos 7 marzo 2007                                      | Portogallo | 1 – 1 referto | Irlanda | Estádio Municipal |
| \| \| \| \| \| Martins 59’ \| Marcatori \| 7’ Curtis \| |            |               |         |                   |
|                                                         |            |               |         |                   |
| Martins 59’                                             | Marcatori  | 7’ Curtis     |         |                   |

| Lagos 7 marzo 2007                                                             | Italia    | 2 – 1                   | Islanda | Estádio Municipal |
| \| \| \| \| \| Conti 21’ Panico 46’ \| Marcatori \| 45’ (rig.) Viðarsdóttir \| |           |                         |         |                   |
|                                                                                |           |                         |         |                   |
| Conti 21’ Panico 46’                                                           | Marcatori | 45’ (rig.) Viðarsdóttir |         |                   |

| Lagos 9 marzo 2007                         | Portogallo | 0 – 1 referto | Italia | Estádio Municipal |
| \| \| \| \| \| \| Marcatori \| 9’ Conti \| |            |               |        |                   |
|                                            |            |               |        |                   |
|                                            | Marcatori  | 9’ Conti      |        |                   |

| Lagos 9 marzo 2007                                           | Islanda   | 1 – 1       | Irlanda | Estádio Municipal |
| \| \| \| \| \| Logadóttir 36’ \| Marcatori \| 72’ O'Toole \| |           |             |         |                   |
|                                                              |           |             |         |                   |
| Logadóttir 36’                                               | Marcatori | 72’ O'Toole |         |                   |

| Lagos 12 marzo 2007                                                                                  | Portogallo | 1 – 5 referto                                             | Islanda | Estádio Municipal |
| \| \| \| \| \| Dani 35’ \| Marcatori \| 6’ Jónsdóttir 58’ 78’ 90’ Magnúsdóttir 90+3’ Viðarsdóttir \| |            |                                                           |         |                   |
| |            |                                                           |         |                   |
| Dani 35’                                                                                             | Marcatori  | 6’ Jónsdóttir 58’ 78’ 90’ Magnúsdóttir 90+3’ Viðarsdóttir |         |                   |

| Silves 12 marzo 2007                                                             | Italia    | 4 – 1     | Irlanda | Estádio Dr. Francisco Vieira |
| \| \| \| \| \| Panico 17’ Fuselli 58’, 61’ Gama 64’ \| Marcatori \| 35’ Byrne \| |           |           |         |                              |
|                                                                                  |           |           |         |                              |
| Panico 17’ Fuselli 58’, 61’ Gama 64’                                             | Marcatori | 35’ Byrne |         |                              |

## Incontri per i piazzamenti
Tutti gli orari sono in ora locale (UTC+0)

### 11º posto
| Ferreiras 14 marzo 2007, ore 10:00           | Irlanda              | 0 – 0 referto | Portogallo | Estádio da Nora |
| \| \| \| \| \| \| Tiri di rigore 5 – 4 \| \| |                      |               |            |                 |
|                                              |                      |               |            |                 |
|                                              | Tiri di rigore 5 – 4 |               |            |                 |

### 9º posto
| Montechoro 14 marzo 2007, ore 10:00                                                                       | Islanda   | 4 – 1            | Cina | Complexo Desportivo |
| \| \| \| \| \| Lárusdóttir 68’ Samúelsdóttir 75’ Viðarsdóttir 81’ 82’ \| Marcatori \| 90+2’ Lou Xiaoxu \| |           |                  |      |                     |
| |           |                  |      |                     |
| Lárusdóttir 68’ Samúelsdóttir 75’ Viðarsdóttir 81’ 82’                                                    | Marcatori | 90+2’ Lou Xiaoxu |      |                     |

### 7º posto
| Olhão 14 marzo 2007                           | Italia    | 1 – 0 | Germania | Estádio José Arcanjo |
| \| \| \| \| \| Fuselli 81’ \| Marcatori \| \| |           |       |          |                      |
|                                               |           |       |          |                      |
| Fuselli 81’                                   | Marcatori |       |          |                      |

### 5º posto
| Lagoa 14 marzo 2007                                       | Norvegia  | 2 – 0 | Finlandia | Estádio Josino Costa |
| \| \| \| \| \| Wiik 55’ Storløkken 90’ \| Marcatori \| \| |           |       |           |                      |
|                                                           |           |       |           |                      |
| Wiik 55’ Storløkken 90’                                   | Marcatori |       |           |                      |

### 3º posto
| Vila Real de Santo António 14 marzo 2007                                            | Svezia    | 3 – 1     | Francia | Estádio Municipal |
| \| \| \| \| \| Öqvist 17’ Svensson 45+1’ Johansson 47’ \| Marcatori \| 68’ Ramos \| |           |           |         |                   |
|                                                                                     |           |           |         |                   |
| Öqvist 17’ Svensson 45+1’ Johansson 47’                                             | Marcatori | 68’ Ramos |         |                   |

## Finale
| Vila Real de Santo António 14 marzo 2007              | Stati Uniti | 2 – 0 referto | Danimarca | Municipal Stadio |
| \| \| \| \| \| Lilly 12’ Lloyd 51’ \| Marcatori \| \| |             |               |           |                  |
|                                                       |             |               |           |                  |
| Lilly 12’ Lloyd 51’                                   | Marcatori   |               |           |                  |

## Classifica finale
| Posizione | Squadra     |
| --------- | ----------- |
| 1         | Stati Uniti |
| 2         | Danimarca   |
| 3         | Svezia      |
| 4         | Francia     |
| 5         | Norvegia    |
| 6         | Finlandia   |
| 7         | Italia      |
| 8         | Germania    |
| 9         | Islanda     |
| 10        | Cina        |
| 11        | Irlanda     |
| 12        | Portogallo  |

## Classifica marcatrici
4 reti
- Margrét Lára Viðarsdóttir
- Carli Lloyd

3 reti
- Silvia Fuselli
- Victoria Svensson

2 reti
- Anja Mittag
- Pamela Conti
- Patrizia Panico
- Melissa Wiik
- Kristine Lilly
- Abby Wambach
- Josefine Öqvist

1 rete
- Han Duan
- Lou Xiaoxu
- Ditte Larsen
- Cathrine Paaske-Sørensen
- Maiken Pape
- Merete Pedersen
- Johanna Rasmussen
- Camille Abily
- Élise Bussaglia
- Elodie Ramos
- Anna-Kaisa Rantanen
- Sanna Talonen
- Melanie Behringer
- Renate Lingor
- Katrín Jónsdóttir
- Dóra María Lárusdóttir
- Rakel Logadóttir
- Hólmfríður Magnúsdóttir
- Greta Mjöll Samúelsdóttir
- Susan Byrne
- Olivia O'Toole
- Sara Gama
- Ingvild Stensland
- Lene Storløkken
- Dani
- Sara Johansson
- Frida Nordin
- Charlotte Rohlin
- Therese Sjögran
- Victoria Svensson